# نفر حتبس
نفر حتبس أو نفرحتبس ، ملكة مصرية قديمة غير حاكمة أو زوجة ملك ، عاشت خلال الأسرة الخامسة ، و هي زوجة الملك أوسركاف أول ملوك الأسرة الخامسة ، و كانت كذلك أم الملك ساحورع الذي كان خليفة أوسركاف على العرش. و علاوة على ذلك كانت على الأرجح أم الملكة مريت نبتي ، التي كانت زوجة ساحورع.

## ألقابها
أهم ألقاب نفر حتبس هي :
- أم ملك مصر العليا و السفلى
- ابنة الإله.[1]

## التعرف عليها
نفر حتبس كانت معروفة لفترة طويلة من ذكرها في قبر المسؤول في الدولة بيرسن ، قبره ليس بعيدا عن هرم الملك وسركاف، و بالتالي ، كانت هناك بعض التكهنات حول هويتها و علاقتها مع هذا الملك ، و في الآونة الأخيرة تم العثور على العديد من النقوش على طريق هرم الملك ساحورع. و هنا، تظهر نفر حتبس بصفتها أم الملك ساحورع ، و لذلك كانت على الأرجح زوجة وسركاف الذي كان سلف ساحورع على العرش.
و على الأرجح دفنت نفر حتبس في هرم صغير بجانب هرم وسركاف.
و عاشت نفر حتبس على الأرجح حتى نهاية عهد الملك ساحورع و ليست بالتالي متطابقة مع الأميرة ابنة الملك خوفو نفر حتبس من الأسرة الرابعة.